# Babacar Ba
Babacar Ba, född 1930, död 2006, var en senegalesisk politiker från Kaolack. Han var landets utrikesminister 1978.